# エスペック
エスペック株式会社（英文社名：ESPEC Corp.）は、大阪府大阪市北区に本社を置く環境試験機の大手メーカーである。1947年に創業、1961年日本で初めて環境試験器の開発に成功し、環境試験の分野において日本のパイオニアとして業界をリードしている。早くから海外に目を向け事業を展開し、日本を拠点に中国や韓国、マレーシアなどのアジアや、北米やヨーロッパなどに市場展開しており、グループ会社は国内外に計20社、海外売上高比率は50％を超えている。2014年、2020年には、経済産業省「グローバルニッチトップ企業100選」を受賞している。
過去に2度社名変更をしており、株式会社田葉井製作所（たばいせいさくしょ）から、1983年にタバイエスペック株式会社、2002年に現在のエスペック株式会社に変更されている。社員数はエスペックグループ全体で連結：1,775名、エスペック単独で790名（2024年3月末現在）。

## 概要
1947年（昭和22年）、戦後間もない時代に理化学機器の製造を目的に創業した。まだ焼け野原が広がる大阪の地に5坪ほどの作業小屋を建て、そこからさまざまな挑戦をスタート。理化学機器で培った技術をもとに〈環境試験機器〉へと大きく舵をとったのは創業から10年後のこと。日本ではまだ「環境試験」という言葉もない時代。「ひと味違うことを、ひと足早く」を合い言葉に、環境試験器の第一号を作りあげた。この精神は〈プログレッシブ（進取的）〉というアイデンティティとなって、あらゆる場面でエスペックの活動を支えている。
環境試験機とは極温（極冷）、多湿（乾燥）、高圧（真空）などの特定の条件にさらすことで、例えば携帯電話やデジタル時計などの製品の耐久テストを行うための機械のことである。この本業である環境試験機においての市場シェアは日本では約60%、世界規模でもアジアを中心に30%の高水準の占有率を誇る。この他にも計測システム事業や、FPD装置の生産も行っている。また、植林活動を行ったり緑をテーマにした仕事場作りを意識した施設を建設したりするなど、自然環境への配慮を意識した動きが見られる企業でもある。またバイオテクノロジーを応用した、土を使わず水と光だけで作る野菜作りなどの取り組みも行っている。
2005年には本業の環境試験装置の技術を応用した半導体洗浄装置事業をアイシーエフ株式会社（京都市、2009年1月事業停止、同年5月破産。東京都の同名企業（現・オーベン）とは無関係）から買収、エスペックICF株式会社（本社・京都府久世郡久御山町、のちエスペックセミテクノロジ株式会社に改称）を設立したものの全く事業がうまく行かず、わずか約2年後の2007年の10月に同社を解散し（2008年2月12日清算終了）、同事業から撤退することが同年9月に決定された。これにより約4億3,000万円を特別損失として計上、それを受けて同年の8月まで1,800円台で安定していた株価はわずか1か月後の9月には一気に700円台までに暴落。代表取締役社長の交代にまで陥った。
その後、2006年度から2010年度までの5ヵ年の中期経営計画において、2008年度からの3ヵ年を第2ステージとした中期経営計画のローリングを行い、第1ステージ（2006年度～2007年度）における会社を取り巻く経営環境の変化と業績低迷の原因を正しく認識し、その反省と課題ならびに事業環境分析に基づき、業績目標・戦略を全面的に見直した。基本方針を「環境試験事業への回帰」を旗印に“守りの経営”に改め、経営合理化と構造改革に努めてきたが、2010年度をもって、その取り組みに一応の区切りをつけることができたと判断し、 2011年度をスタートとする中期経営計画においては、今後ますます加速される「グリーンイノベーション」を絶好のビジネスチャンスととらえ、“攻めの経営”に転換することで、プログレッシブな経営を展開していくことを新たな基本方針とした。 
2014年11月に、これからも成長し続ける企業であるために長期ビジョン「ESPEC Vision 2025」を策定、このビジョンの実現に向けて４カ年ごとの中期経営計画（StageⅠ～Ⅲ）に取り組んでいる。最終ステージである2022年度から2025年度までの中期経営計画「プログレッシブプラン2025」では、「個と職場の慣性と惰性を打破し、先端技術の実用化に貢献する」 を基本方針とし、「IoT・次世代自動車市場に貢献する商品・サービス提供に向けた積極的な成長投資」「ビジネスチャンスと不測の事態に対する変化対応力を高める」を掲げている。 

### 社名の由来
1980年にスタートしたCI計画（コーポレート・アイデンティティ計画）の一環として、後に現在の社名となる「ESPEC」を1982年に策定。将来のあるべき姿として3つのイメージ目標「プログレッシブ」「インターナショナル」「インテリジェント」を掲げ、「ESPEC」は3つのイメージ目標を語感的に感じられる言葉として開発した造語。世界十数か国の方々に調査を実施し、最もイメージに合致する言葉として選ばれた。

### グループソング「We are on the Way」
1988年にグループソング「We are on the Way」を制作、2002年にエスペック株式会社への社名変更、新しいシンボルマークの制定とともに、グループソング「We are on the Way」をリメイクした。これまでの曲をアレンジし、のびやかな歌声の女性ボーカルバージョン、ロック調の男性ボーカルバージョン、大人の雰囲気漂うインストルメンタルバージョンも作成。「We are on the Way」は、毎日、就業時間前に社内放送で流れている。社員がバンドを結成して演奏するなど親しまれている。グループソングは、エスペックのホームページで聴くことができる。

## 沿革
- 1947年7月 - 田葉井製作所を設立。初代社長は田葉井五郎。
- 1954年 - 株式会社田葉井製作所に改組。
- 1960年 - わが国で初めて環境試験器の開発に着手。
- 1969年 - プラチナスシリーズ（低温恒温恒湿器・低温恒温器）を発売。
- 1974年 - 福知山工場の第一期工事を竣工。
- 1975年 - 株式会社タバイエンジニアリングサービス（後のエスペックエンジニアリング株式会社）を設立し、アフターサービス部門を移管する。
- 1983年 - 社名をタバイエスペック株式会社に変更し、大証二部に上場する。ESPEC CORP.（現：ESPEC NORTH AMERICA, INC.）を設立。
- 1985年 - 東証二部に上場する。
- 1986年 - 東証一部および大証一部へ指定替え。上海愛斯佩克環境儀器有限公司を操業。
- 1990年 - 花と緑の博覧会に協賛。
- 1993年 - 国際規格ISO9001（JIS Z 9901）に基づく品質システムの審査登録を取得。
- 1997年 - 創業50周年記念事業を挙行。
- 2002年 - 公募により社名をエスペック株式会社に変更する。エスペック環境試験技術センター株式会社（後のエスペックテストセンター株式会社）を設立し、受託試験サービス事業を移管する。
- 2005年 - 本業の環境試験機装置の技術を応用して、半導体洗浄事業に参入する。
- 2007年 - 半導体洗浄事業に失敗。10月に一部子会社を解散・清算する事を決定する。当時の代表取締役だった野路井達は引責辞任し顧問に退任、変わって進信義が繰り上がって代表取締役社長に就任する。
- 2007年 - 廃棄物の適正な回収・再資源化を進めるため、広域認定制度認定を取得、使用済みの自社製品の回収・リサイクルサービスを開始。
- 2010年 - エスペックエンジニアリング株式会社およびエスペックテストセンター株式会社を吸収合併する。
- 2013年 - プラチナスJシリーズが第33回（平成24年度）優秀省エネルギー機器「日本機械工業連合会会長賞」受賞。エスペックテクノ株式会社をエスペックテストシステム株式会社に社名変更。宇都宮試験所内に「エナジーデバイス環境試験所」を開設。
- 2014年 - 愛斯佩克試験儀器（広東）有限公司を操業。eco検定アワード2013「エコユニット部門大賞」受賞。経済産業省「グローバルニッチトップ（GNT)企業100選」に選定。
- 2015年 - タイにESPEC ENGINEERING (THAILAND) CO., LTD.を設立。上海愛斯佩克環境儀器有限公司を完全子会社化。宇都宮試験所内に「バッテリー安全認証センター」を開設。QUALMARK CORPORATION（米国）を連結子会社化。
- 2016年 - ナガノサイエンス株式会社と医薬品の安定性試験におけるバリデーションサービスについて業務提携。厚生労働省「くるみん」「えるぼし」「大阪市女性活躍リーディングカンパニー」の認証を取得。
- 2017年 - 創業70周年記念イベント「４７・１７・２５」を開催。
- 2018年 - ESPEC NORTH AMERICA,INC.がQUALMARK CORPORATIONを吸収合併。ベトナムにESPEC ENGINEERING VIETNAM CO., LTDを設立。
- 2019年 - 大阪府「男女いきいきプラス」の認証を取得。情報セキュリティマネジメントシステムの国際規格ISO27001を取得。
- 2020年 - 神戸R&Dセンターに技術開発棟を竣工。経済産業省 2020年版「グローバルニッチトップ企業100選」に選定。
- 2021年 - エスペック九州株式会社をエスペックアシスト株式会社に社名変更。エスペックサーマルテックシステム株式会社を設立。
- 2022年 - 東京証券取引所の新市場区分「プライム市場」へ移行。創業75周年記念イベントを開催。
- 2023年 - コスモピアハイテック株式会社を設立。
- 2024年 - 常滑サイト「あいちバッテリー安全認証センター」を新設。

## 歴代社長
|      | 氏名       | 在任期間               |
| ---- | ---------- | ---------------------- |
| 初代 | 田葉井五郎 | 1947年 - 1980年        |
| ２代 | 小山栄一   | 1980年 - 1992年        |
| ３代 | 島崎清     | 1992年 - 2002年        |
| ４代 | 野路井達   | 2002年 - 2007年        |
| ５代 | 進信義     | 2007年 - 2011年        |
| ６代 | 石田雅昭   | 2011年 - 2022年3月31日 |
| ７代 | 荒田知     | 2022年4月1日 -         |

## 主な製品

### 環境試験器[7]

#### 恒温(恒湿)器・恒温(恒湿)室・急速温度変化チャンバー
- 低温恒温（恒湿）器･恒温恒湿器「プラチナスJシリーズ」
- ハイパワー恒温（恒湿）器「ARシリーズ」
- 急速温度変化チャンバー
- 小型環境試験器　など

#### 冷熱衝撃装置
- 冷熱衝撃装置「TSAシリーズ」「TSD-101-W」
- 小型冷熱衝撃装置「TSE-12-A」
- 結露サイクル試験装置　など

#### オーブン・熱処理器
- 恒温器(熱処理器)「パーフェクトオーブンシリーズ」
- 高温恒温器「スーパーテンプオーブン」
- 安全扉(爆発ベント)付恒温器セーフティオーブン　など

#### 複合環境試験装置
- 全天候型試験ラボ
- 人工気象室
- 低酸素（高地環境）トレーニング室　など

### 二次電池関連機器[8]
- アドバンストバッテリーテスター
- アドバンストセーフティテスター
- 充放電専用恒温槽
- 充放電試験恒温恒湿室　など

### 計測・評価システム 半導体関連装置[9]
- エレクトロケミカルマイグレーション評価システム
- 高電圧絶縁抵抗評価システム
- PID評価システム
- コンデンサ絶縁劣化試験システム　など

### 食品機械/業務用厨房機器[10]
- 減圧低温加熱調理器
- 熟成庫

## 事業所

### 国内

#### 本社等
- 本社（大阪府大阪市北区天神橋）　自社ビル(６階建)

- 首都圏オフィス（東京都港区新橋）
- 神奈川オフィス（神奈川県川崎市中原区下小田中）
- 大阪オフィス（大阪府寝屋川市太間東町）

#### 工場・研究所
- 福知山工場（京都府福知山市長田野町）

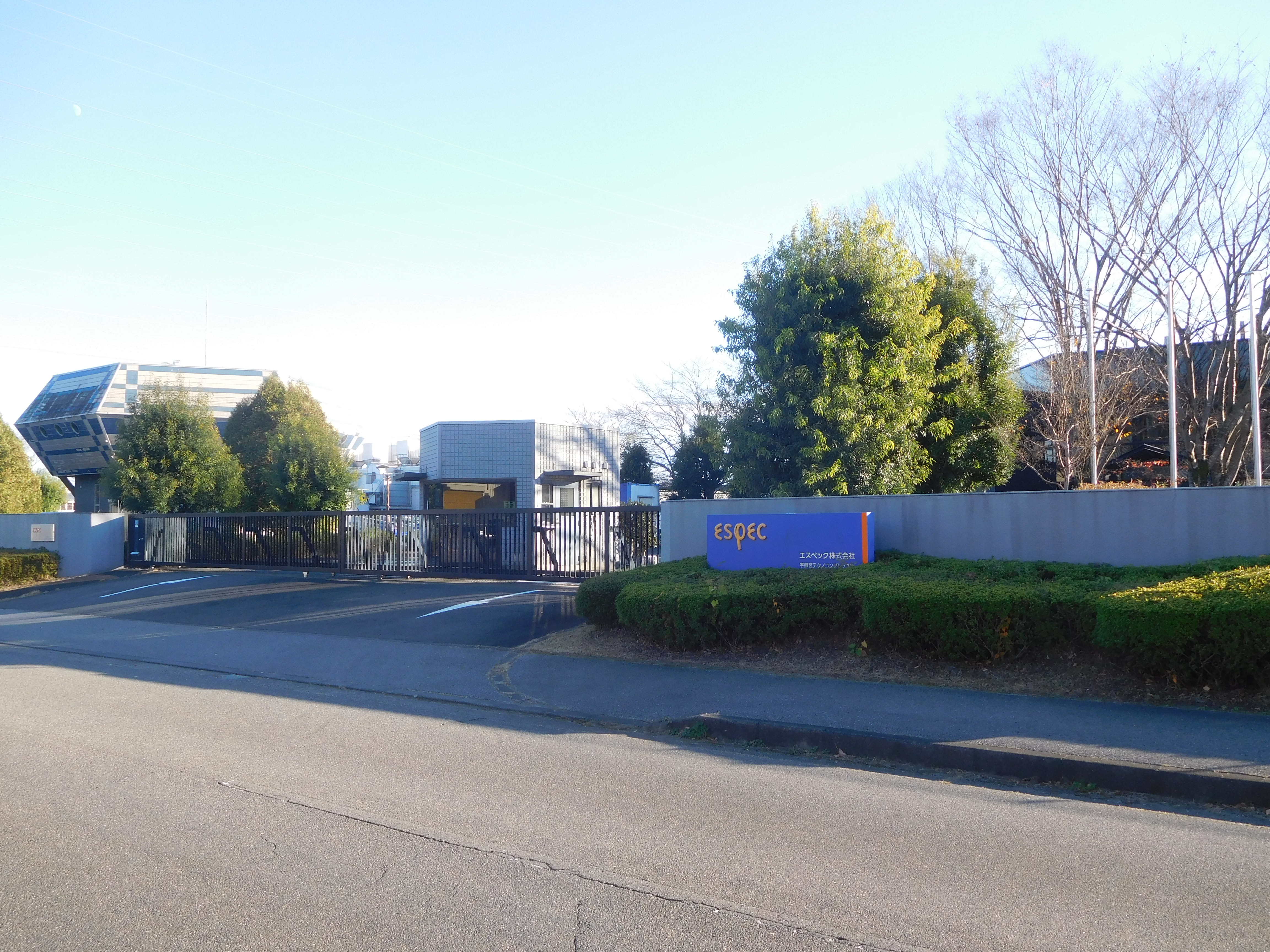
宇都宮テクノコンプレックス

- 神戸R&Dセンター（兵庫県神戸市北区鹿の子台南町）
- 宇都宮テクノコンプレックス（栃木県宇都宮市清原工業団地）

#### 営業所
- 仙台営業所（宮城県仙台市泉区八乙女中央）
- 高崎営業所（群馬県高崎市緑町）
- 静岡営業所（静岡県静岡市駿河区敷地）
- 名古屋営業所（愛知県名古屋市名東区高社）
- 滋賀営業所（滋賀県栗東市手原）
- 福岡営業所（福岡県福岡市博多区博多駅南）

#### アフターサービス拠点
- つくばブランチ（茨城県つくば市松代）
- 西東京ブランチ（東京都国立市富士見台）
- 厚木ブランチ（神奈川県伊勢原市東成瀬）
- 金沢ブランチ（石川県金沢市鞍月）
- 広島ブランチ（広島県広島市安佐南区安東）

#### 試験所
- 宇都宮試験所・とちぎバッテリー安全認証センター（栃木県宇都宮市清原工業団地；宇都宮テクノコンプレックス内）
- 豊田試験所（愛知県豊田市聖心町）
- 刈谷試験所（愛知県刈谷市神明町）
- あいちバッテリー安全認証センター（愛知県常滑市りんくう町）
- 神戸試験所・校正センター（兵庫県神戸市北区鹿の子台南町；神戸R&Dセンター内）

### 海外

#### アジア
- 韓国
- 中国
- 台湾
- タイ
- ベトナム
- トルコ

#### 北米
- アメリカ

#### ヨーロッパ
- ドイツ

## 主な取引先（50音順）

### 日本国内
- NEC株式会社
- シャープ株式会社
- ソニー株式会社
- キヤノン株式会社
- 株式会社東芝
- トヨタ自動車株式会社
- 株式会社日立製作所
- 富士通株式会社
- 富士フイルム株式会社
- パナソニック株式会社
- 三菱電機株式会社

### 日本国外

#### 韓国
- サムスン株式会社

## 主要取引銀行
- りそな銀行
- みずほ銀行
- 三菱UFJ銀行
- 三井住友銀行

※ メインバンクがりそな銀行（旧・大和銀行）であることから、同行が中核になって結成された企業集団・大輪会の会員企業である。